# Csokit vagy csalunk, Scooby-Doo!
A Csokit vagy csalunk, Scooby-Doo! (eredeti cím: Trick or Treat Scooby-Doo!) 2022-ban bemutatott amerikai 2D-s számítógépes animációs filmvígjáték, amelyet Audie Harrison rendezett.
Amerikában 2022. október 4-én digitálisan, majd 10 nappal később, október 14-én a Cartoon Network, míg Magyarországon 2022. október 22-én mutatta be az HBO Max. Két évvel később, 2024. október 31-én a Cartoon Network is bemutatja.

## Cselekmény
Miután elfogták Coco Diablo-t, a gonosztevő összes jelmezének készítőjét az évek során, a banda nehezen tér vissza a normális élethez, egészen Halloweenig, amikor egy új szörny jelenik meg, ami arra kényszeríti a bandát, hogy Coco-val együtt dolgozzanak a rejtély megoldásán.

## Szereplők
| Szereplő        | Eredeti hang         | Magyar hang      |
| --------------- | -------------------- | ---------------- |
| Scooby-Doo      | Frank Welker         | Melis Gábor      |
| Fred Jones      | Frank Welker         | Markovics Tamás  |
| Nefario szellem | Frank Welker         | Berzsenyi Zoltán |
| Diána Blake     | Grey DeLisle         | Hámori Eszter    |
| Bozont Rogers   | Matthew Lillard      | Fekete Zoltán    |
| Vilma Dinkley   | Kate Micucci         | Madarász Éva     |
| Coco Diablo     | Myrna Velasco        | Bálint Adrienn   |
| Trevor Glume    | Anthony Carrigan     | Baráth István    |
| könyvtáros      | Jenelle Lynn Randall | Ősi Ildikó       |

### Magyar változat
- Főcím: Korbuly Péter